# Килифаревска анархо-комунистическа чета
Килифаревска анархо-комунистическа чета е партизанска чета, съставена от анархисти, комунисти, земеделци и безпартийни, противници на режима на Демократическия сговор на Александър Цанков.
На 13 юни 1923 г., непосредствено след разгрома на бунта в Килифарево, е създадена Килифаревската чета, която действа до май 1925 г. Тя е съставена от бойци от селата Килифарево, Дебелец, Лясковец и други места, които са оцелели и минали в нелегалност след разгрома на бунта. За да се подсигури по-добро взаимодействие с населението в района и за снабдяване с припаси, храна и оръжие, четата изгражда много подвижна организация. Нейният личен състав във времето се състои между десет и двадесет души. При по-сериозна обстановка броят им нараства до около тридесет четници. Понякога основният състав на четата е намалявал до няколко човека, докато другите четници, разделени по двойки и тройки са обикаляли по селата, за да изпълняват своите задачи. Килифаревската чета не се предвожда от избран от нея официален командир, който сам и еднолично да взема решенията (това е характерно за всички анархистически чети). Решенията са се взимали на събрания, при общи обсъждания между всички четници. И въпреки това много четници в своите разкази за събитията от това време по-късно твърдят, че с най-голям авторитет и популярност се е ползвал Георги Попов.
Политическите идеи в четата са различни, а основният ѝ състав е предимно от средите на анархистите, които твърдо се противопоставят на създаването на единен фронт с комунистите и БКП. Болшинството от четниците вярват, че единодействието с други групировки трябва да се извършва на местно организационно ниво, без да има нужда от централно ръководство, особено комунистическо, което да „спуска отгоре директиви“. Единствените анархисти в Килифаревската чета, които са привърженици на идеята за създаването на Единен фронт, са Георги Шейтанов и Желю Грозев. Има сведения, че през 1923 г. непосредствено преди избухването на Септемврийското въстание Шейтанов и Грозев идват в четата, за да агитират за създаване на Единен фронт, като предлагат и 50 хил. лева. Братя Бълхови и Георги Попов възмутено отхвърлят това предложение и връщат парите. По-късно тези пари са предадени на Гео Милев за издаването на списание „Пламък“. Шейтанов и Грозев напускат четата и се присъединяват към нея чак през лятото на 1924 г. Според някои източници в Килифаревската чета има и няколко комунисти, както и един земеделец, един представител на ВМРО и един, който се обявява за нихилист.
Първата въоръжена акция на Килифаревската чета е още на 13 юни 1923 г., когато Георги Попов и още седем въоръжени четници атакуват общината в село Радковци и изземват от там няколко пушки, няколко сандъка с патрони и две бомби. На 17 септември четниците Георги Попов и Тотю Саралиев ликвидират кмета на Джуровци. На 22 – 23 септември непосредствено преди избухването на Септемврийското въстание в местността Сипани камъне се провежда съвместно събрание на Килифаревската комунистическа организация и Килифаревската чета. Тук отново Георги Попов и братята Димитър и Дончо Бълхови се противопоставят на намерението за единен фронт под ръководството на БКП. По време на въстанието четата организира акция по завземане на гара Соколово. След сражение с полицията гарата е превзета. На задържаните от нея железопътни работници и пътници Георги Попов произнася кратка реч. Преди да си тръгнат от там са прекъснати телеграфния и телефонния кабел, като самата жп линия е разрушена. Движението по нея е спряно за повече от тридесет часа. На 31 януари 1924 г., след предателство, край Плаково, обкръжен от полицията след престрелка, за да не попадне в плен, се самоубива Георги Попов. На 11 август същата година някои от бойците на Килифаревската чета успяват да ликвидират двама от полицаите. Убит е и пазачът на „Банка съединени индустрии“. Още в началото на лятото на 1924 г. Килифаревската чета организира бягството от затвора на известния килифаревски анархист и деен участник в бунта в Килифарево от юни 1923 г. – Стефан Парасков (Станчо). През октомври 1924 г. група четници, при опит да ликвидират секретар-бирника на село Косарка, убиват по погрешка кмета на същото село. На 11 ноември 1924 г. в местността „Света гора“ край Килифарево четата ликвидира агент-провокатора Трифон Илиев (Тунката). През пролетта на 1925 г. някои четници извършват експроприация на кожарски магазин във Велико Търново и обир на пощата в Павликени. След Априлските събития от 1925 г. четата се събира за последно и след престрелка с полицията и контрачети, верни на властта, се разпръсква. Ето как четникът Петър Букурещлиев описва тези събития:
| „ | След атентата в „Света Неделя“ ние трябваше да напуснем Горнооряховско и се събрахме с другите нелегални над Килифарево. Бяхме дванадесет души: Шейтанов, Желю Грозев, братя Бълхови, Мариола Сиракова, Надя Попова, Стоян Златарев (Синко), Моско Рашев, Тодор Матров, Иван Чокоев, Васил Калчев и аз. Бяхме близо до махала Урвата. Там оставихме Надя Попова, защото беше тежко болна. Изпратихме мелничаря дядо Кольо за провизии в селото. Бакалинът, от когото купил 16 кутии цигари с различно качество, се усъмнил. И полицията не закъсня да влезе в дирите ни. Недалеч от гората се появи цивилен полицай, облечен в мушама. Шейтанов застана зад воденичната вада и откри огън по полицая, давайки ни знак да се оттеглиме. Видях Мариола да прави опит да се самоубие. Възпрях я. Контрачетата стреляше усилено, куршумите свистяха над главите ни. Оттеглянето ставаше бавно, защото Мариола започна да куца и трябваше да я носим на ръце. За щастие скоро ѝ мина и тръгна нормално. Невредими се отправихме към Предела на Стара планина… Провизиите ни се изчерпваха. Минахме Борущица и се отбихме в една овчарска колиба. Там нямаше никакъв човек. Хранихме се с царевица, която намерихме там. Преди да стигнем колибата на дядо Цуцу заваля пороен дъжд. Заблудихме се и дълго се лутахме, та силно се измокрихме. Капнали бяхме от умора… Бяхме вече 15 души… Решихме да се разделим на групи по 2 – 3 за по-лесно снабдяване и придвижване. Първи се отделиха Стоян Златарев и Васил Калчев… Голямата група остана с намерение да се върне обратно към Търновско и Горнооряховско. | “ |

След последното разделяне на четата много от участниците са заловени или загиват при сражения с полицията и агенти на Обществена безопасност. При престрелки с представителите на властта загиват Синко и Моско Рашев, Шейтанов и Мариола Сиракова са заловени и по-късно убити без съд и присъда от някои дейци на ВМРО. Тодор Матров е заловен, отведен в Търновските казарми, където е брутално убит, а трупът му е изхвърлен в река Янтра. Голяма част от четниците, които оцеляват, след като известно време се укриват, успяват да емигрират в чужбина. През Килифаревската чета са преминали личности като известния анархист, поет и публицист Георги Шейтанов, издателя на вестниците „Поглед“ и „Ехо“ Васил Калчев, автора на първия пролетарски роман „Блуждение“ Богдан Ацев и други.